# Black and tan coonhound
Black and tan coonhound také známý jako černo-tříslový coonhound je psí plemeno ze Spojených států amerických.

## Historie
Black and tan coonhound byl vyšlechtěn na jihu Spojených států amerických a to především k lovu a stopování mývalů. Stalo se tak v 18. století, kdy byl křížen s Bloodhoundy a Black and tan Virginia Foxhound . Jeho lov byl specifický tím, že sám uměl mývala vystopovat, pak jej zahnal na strom a vytrvale štěkal až do příchodu psovoda . Je vhodný i pro těžko přístupný terén, což se místním lidem hodilo. I v dnešní době se používá k lovu mývalů, ale najdeme jej také jako společníka.
Prvního jedince tohoto plemene si do Česka přivezla Martina Kůstková, jednalo se o fenu Zoe importovanou z USA . První vrh v Česku se narodil roku 2012 a jednalo se o čtrnáct štěňat. Další importy probíhaly i v roce 2013 a dále. Oficiální zkratka používaná v ČR je BTC a nachází se zde několik chovatelských stanic.

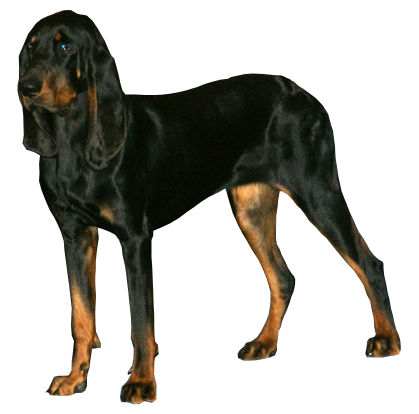

## Vzhled
Černo-tříslový coonhound je mohutný a silný pes hrubé konstrukce. Je mohutně osvalený. Hmotnost se pohybuje mezi 35 a 39 kg, výška v kohoutku je u psů 63–69 cm, u fen 58–63 cm. Rozdíly mezi oběma pohlavími jsou snadno rozpoznatelné, feny jsou mnohem lehčí a menší. Srst, která pokrývá celé tělo, je krátká a hustá, s podsadou. Zbarvení, nazývající se black and tan, je podobné tomu, jaké mají dobrmani nebo rotvajleři.
Hlava je výrazně modelována, čenichová partie je delší než lebka. Kůže na ní nesmí tvořit vrásky. Stop je výrazný. Uši jsou nízko pověšené, dlouhé a volně spadají podél hlavy až ke krku. Konce jsou zaoblené. Právě uši bývají nejčastějším problémem tohoto plemene, protože u nich vzniká např. rakovina ucha, zánět zevního/vnitřního zvukovodu a různé infekce. Srst na nich netvoří volánky. Oči jsou kulaté, ani vpadlé ani vypoulené, duhovka je oříškově hnědá a bělmo je vidět. Zuby silné s nůžkovým skusem. Nosní houba je černá s dobře otevřenými nozdrami. Krk je svalnatý, šikmý, středně dlouhý s nevýrazným lalokem, který tvoří kůže. Hřbet je mohutný a silný, široký a dlouhý. Ocas je nasazen vysoko, středně dlouhý, nekupíruje se. Od kořene směrem ke špičce se zužuje a srst na něm netvoří prapor. Nohy jsou dlouhé, dobře osvalené a mohutné, tlapky kompaktní, kulaté s černými drápky .

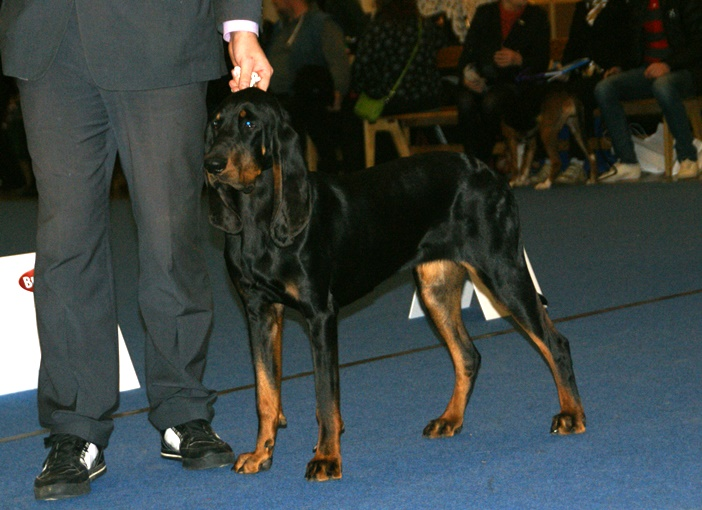

## Povaha
Povahově je black and tan coonhound houževnatý, energický, přítulný a bystrý pes. Je tvrdohlavý. Má vyvinutý lovecký pud a hodí se ke stopování zvěře. Na stopě pracuje samostatně, bez psovoda i jiných psů. Je věrný a loajální vůči svému majiteli. Není příliš dominantní ani hravý. Je to pes jednoho pána; oblíbí si pouze jednoho člověka, kterého bude poslouchat a vůči kterému bude loajální.
S jinými psy coonhound dobře vychází a toleruje je. S jinými zvířaty naopak vychází špatně, protože jeho instinkt mu velí, aby zvíře pronásledoval a zardousil. S dětmi vychází dobře. Je to dobrý hlídač a má zvučný a vysoký hlas.

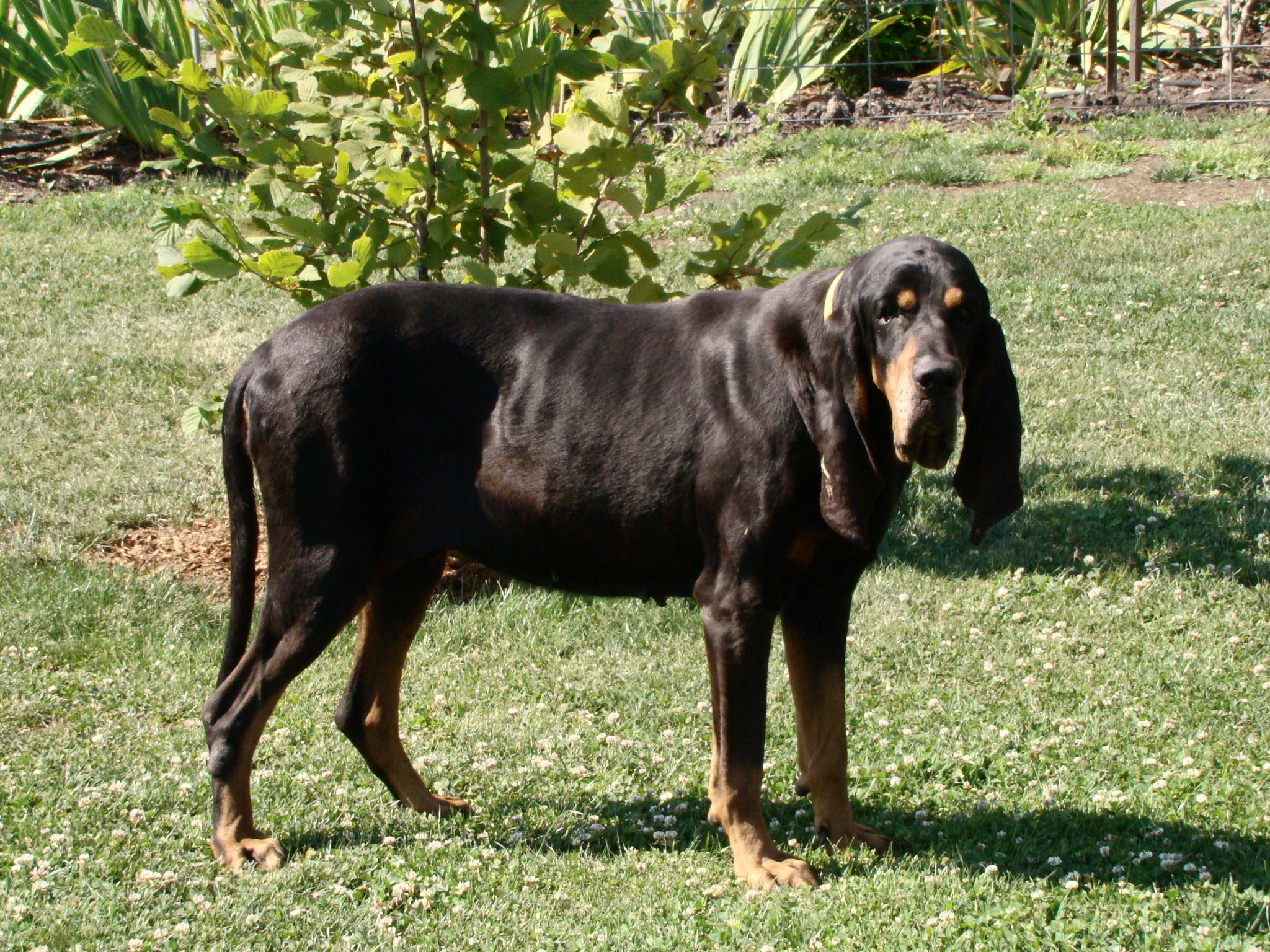

## Nároky
Coonhoundům vyhovuje celoroční pobyt venku, ovšem se zateplenou boudou a kontaktem s majitelem. Je vhodný do menšího města nebo na vesnici.
Srst na hřbetu nepotřebuje příliš velkou péči, je s podsadou, což znamená, že 2x ročně líná a v toto období je potřeba ji často kartáčovat, mimo něj ale stačí jen 1x týdně vykartáčovat. Mytí šamponem srsti nevadí. Je nutné věnovat pozornost srsti na uších. Ta v záhybech se musí často mýt a musí k ní proudit vzduch. Je nutné ji vytrhávat ze zvukovodů.
Samotné uši vyžadují velkou pozornost, mimo pravidelné kontroly, zda nezapáchají a netvoří se v nich hnis, je nutné je často čistit .
Vyžaduje pohyb. Je vhodný pro veškeré typy pohybu a ač se může zdát nemotorný, je energický a aktivní. Nehodí se pro psí sporty, kde je kladena velká zátěž na klouby, třeba při agility. Naopak vlohy má pro stopování. Při nedostatku pohybu má sklony k utíkání.
Výcvik a výchova jsou nutností, bez které se tento pes neobejde. Protože je tvrdohlavý, je důležité, aby bral výcvik jako hru, která ho baví, protože pokud ne, nebude s chovatelem spolupracovat. Výcvik by měl být zaměřený na odměňování dobrého chování, ne na trestání špatného.

### Zdraví
Tito psi netrpí žádnými dědičnými chorobami a jsou to vcelku zdraví psi, ale vyskytuje se u nich dysplazie kyčelního kloubu. Proto je nutné při bonitaci nechat udělat rentgenové snímky kyčlí. Psi, kteří mají potvrzenou dysplazii jsou z chovu vyřazeni. Mimo to toto plemeno trpí na problémy s ušima, jako je rakovina uší a zánět zevního a vnitřního zvukovodu. Dožívá se 11 až 13 let. Vrhy jsou nadmíru početné, běžně se narodí až 12 štěňat .